# صندلی (فیلم)
«صندلی» (انگلیسی: The Chair (film)) فیلمی در ژانر ترسناک است که در سال ۲۰۰۷ منتشر شد.